# Estación Bajo Hondo
Bajo Hondo es una exestación ferroviaria en ruinas de las dos que tuvo originalmente, de diferentes capitales europeos, el pueblo homónimo, en el partido de Coronel Rosales, Provincia de Buenos Aires, Argentina.

## Historia
Su historia repite la de tantos otros pueblos del país que nacieron con el paso del tren.

La estación Bajo Hondo, fue habilitada al público el 1 de enero de 1910 a cargo del Ferrocarril Rosario a Puerto Belgrano  de capitales franceses, siendo un testimonio de la expansión agrícola y ganadera de la época.

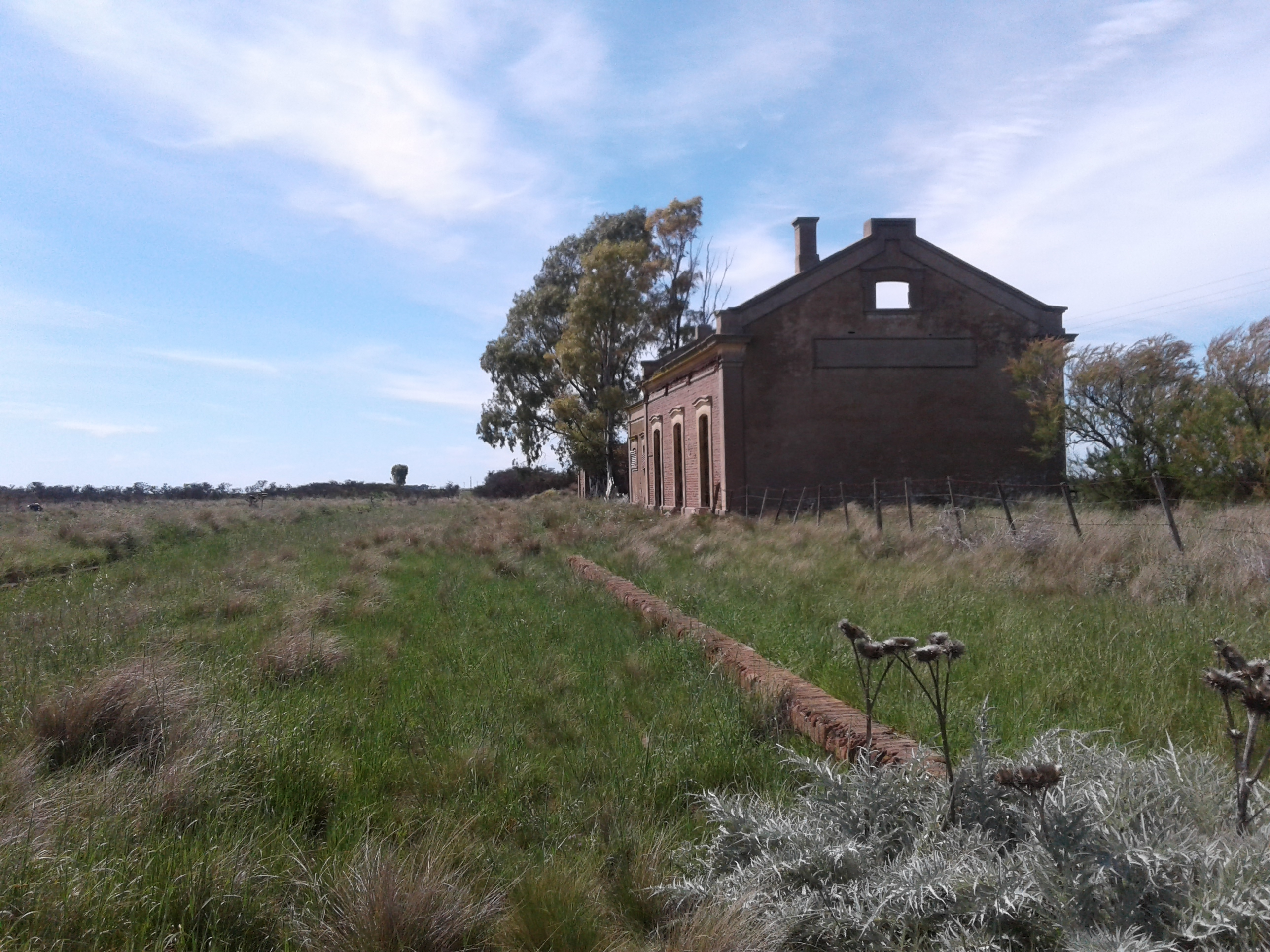
Vista del andén y edificio principal de la estación.
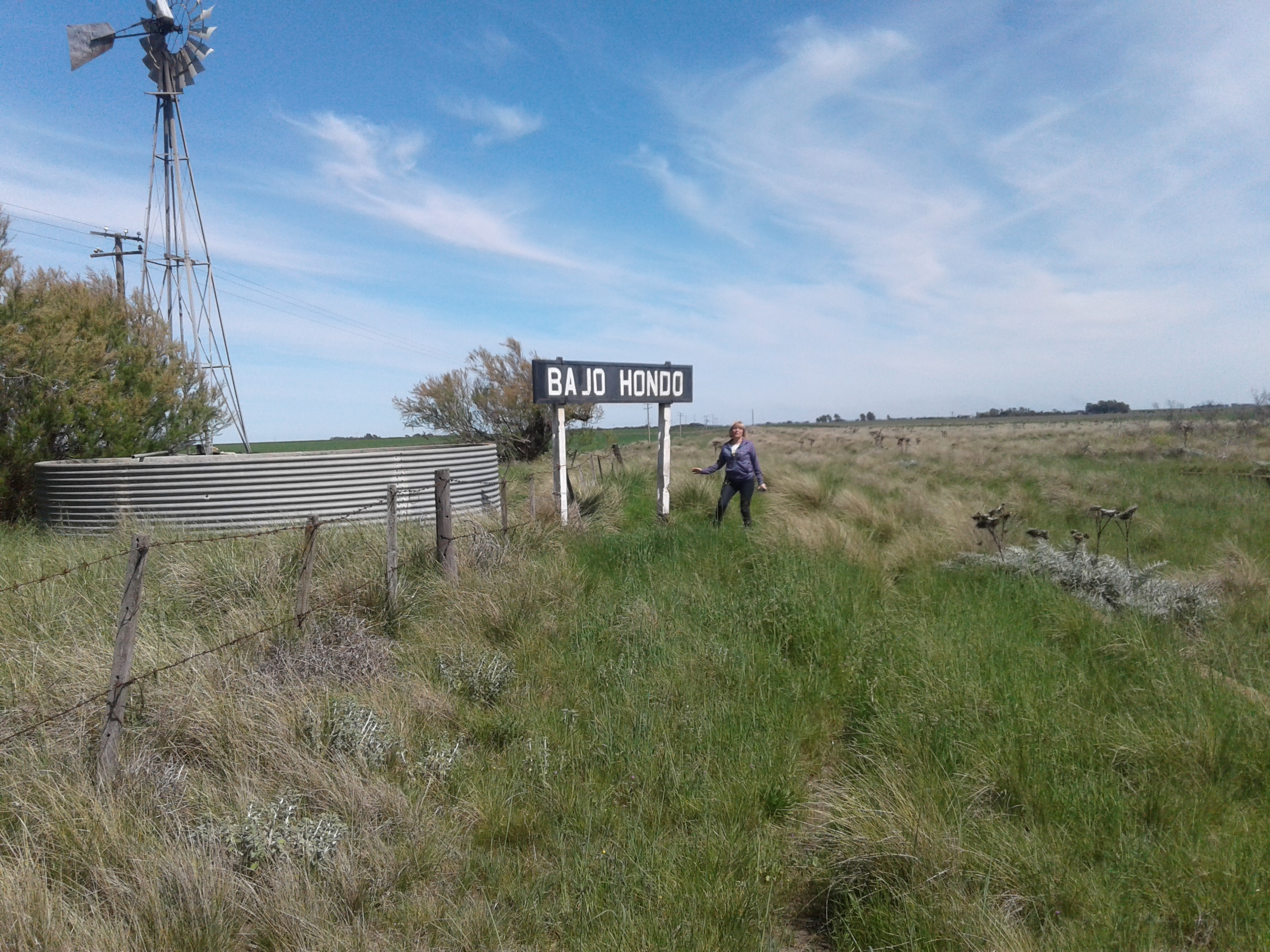
Parte del andén y nomenclador.
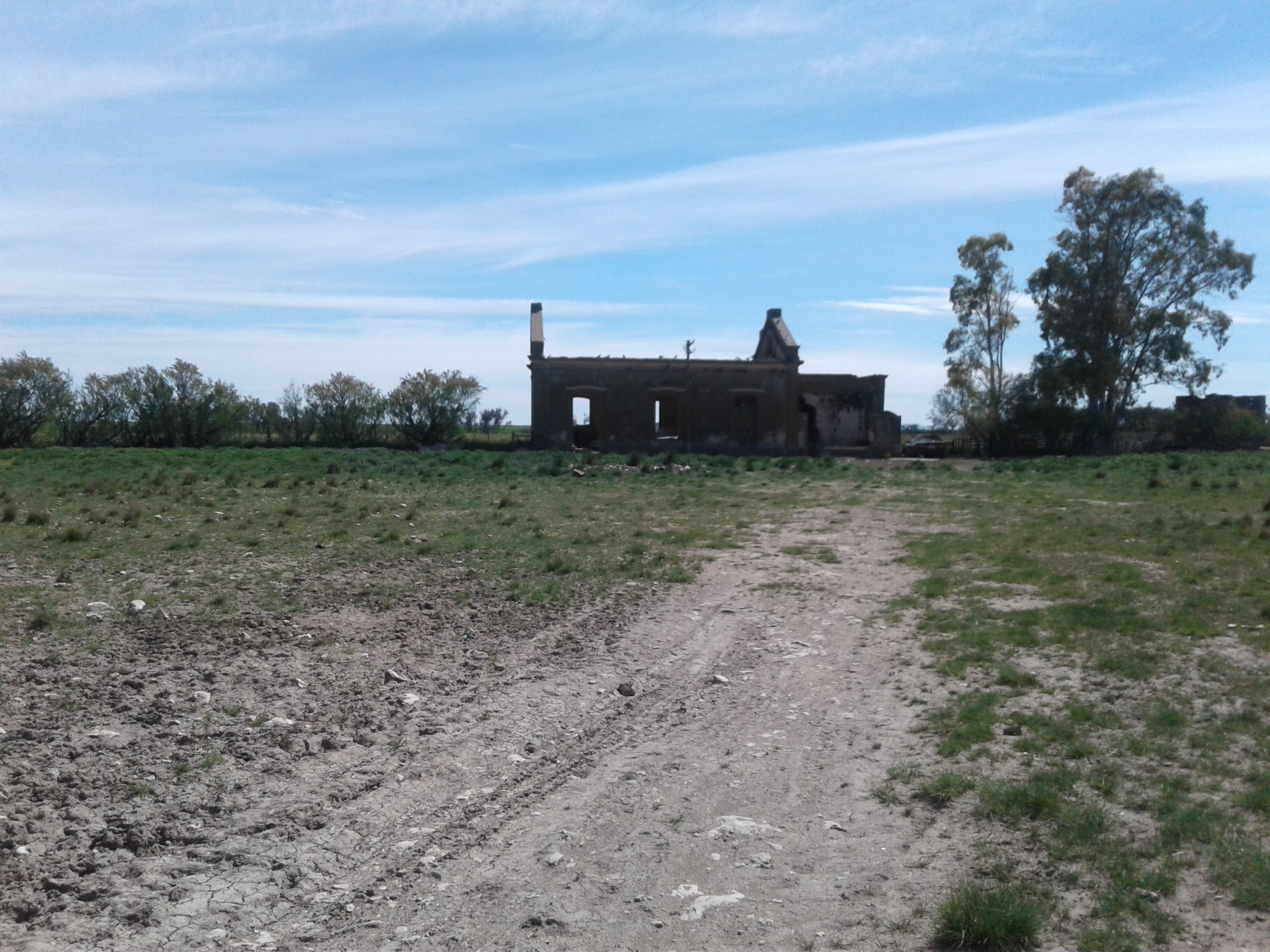
Vista sur de la estación.
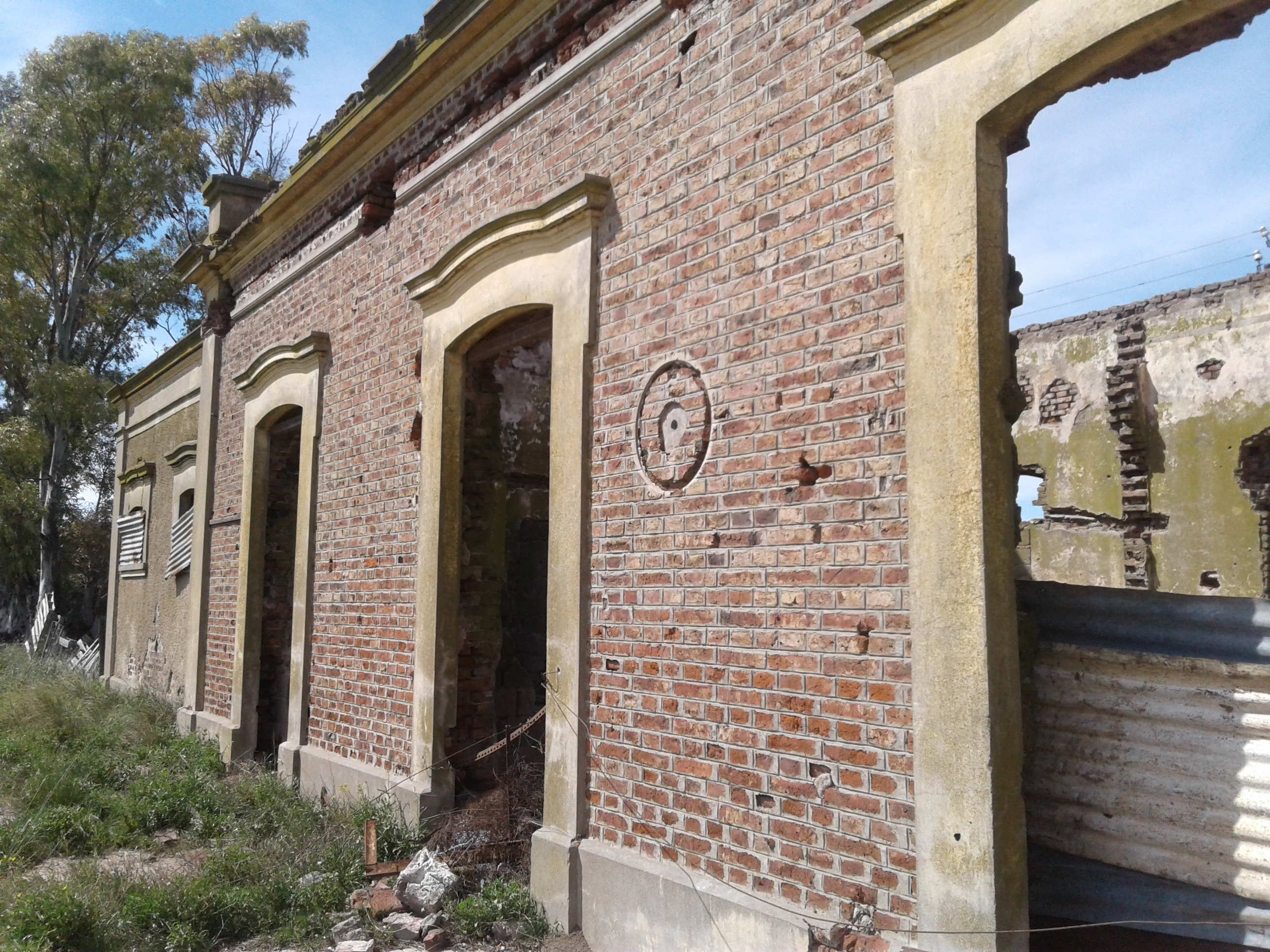
Edificio término funcionando como un criadero de cerdos.
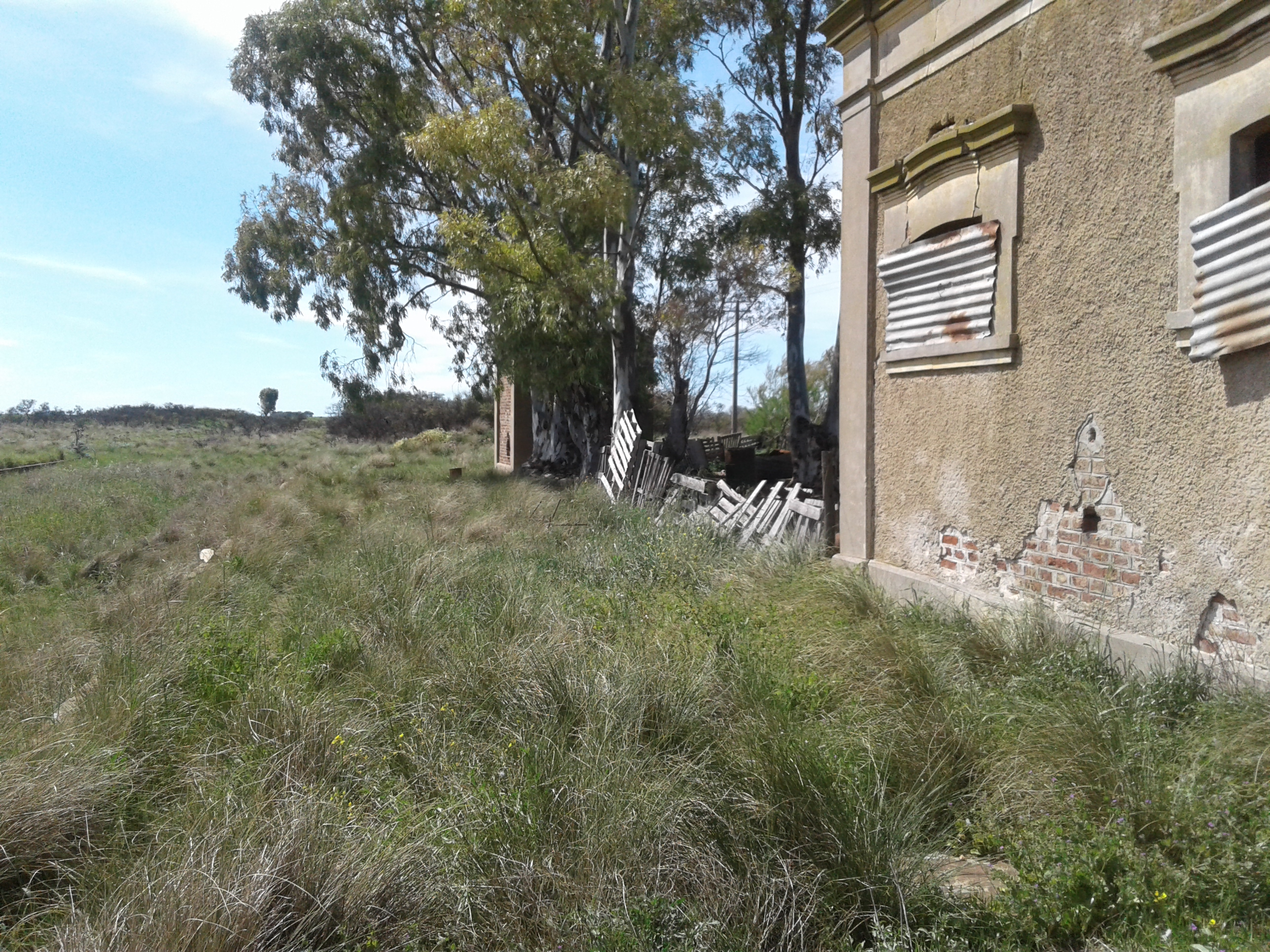
Vista del andén, estación y toiletes públicos.

El servicio fue deficitario desde su inicio, su trazado cruzaba zonas poco pobladas y apenas tres años después de habilitado la compañía quedó desfinanciada por el estallido en Europa de la Primera Guerra Mundial.
El Ferrocarril Rosario Puerto Belgrano fue nacionalizado en 1948, cuando la línea se dividió en dos: la norte operada por el Mitre y la sur por el Roca. En el año 1977 durante el gobierno del dictador Videla ordena la clausura y el desmantelamiento de la sección Pringles-Bahía Blanca. En la década de 1980 parte del ramal fue afectados por las inundaciones destruyendo terraplenes quedando interrumpido a la altura de la estación Timote. Las privatizaciones de los Ferrocarriles durante el Menemismo le otorgó la totalidad de la concesión a FerroExpreso Pampeano, que hoy hace circular trenes de carga entre Villa Diego y Los Callejones.
Lo poco que puede encontrarse del resto de los bienes da cuenta del penoso destino del ferrocarril, en este caso con el aditivo de haber sido una inversión nacida para el fracaso.

## Accidente
El día 27 de noviembre de 1930 en horas de la mañana , un avión de entrenamiento Avro (identificado HE 2), perteneciente a la Escuela de Aviación Naval de Puerto Belgrano, volaba a baja altura cerca del edificio de la estación Bajo Hondo del Ferrocarril Rosario Puerto Belgrano, chocando en la maniobra con una de las chimeneas del edificio, lo que provoca que la máquina caiga a unos 50 metros de distancia del edificio, quedando completamente destrozada.
La parte superior de la chimenea, de mampostería de ladrillos, fue cortada limpiamente por una de las alas y desplazada unos tres metros para caer sobre el alero de chapa que cubría el andén. 

En el accidente fallecen los dos ocupantes de la aeronave.

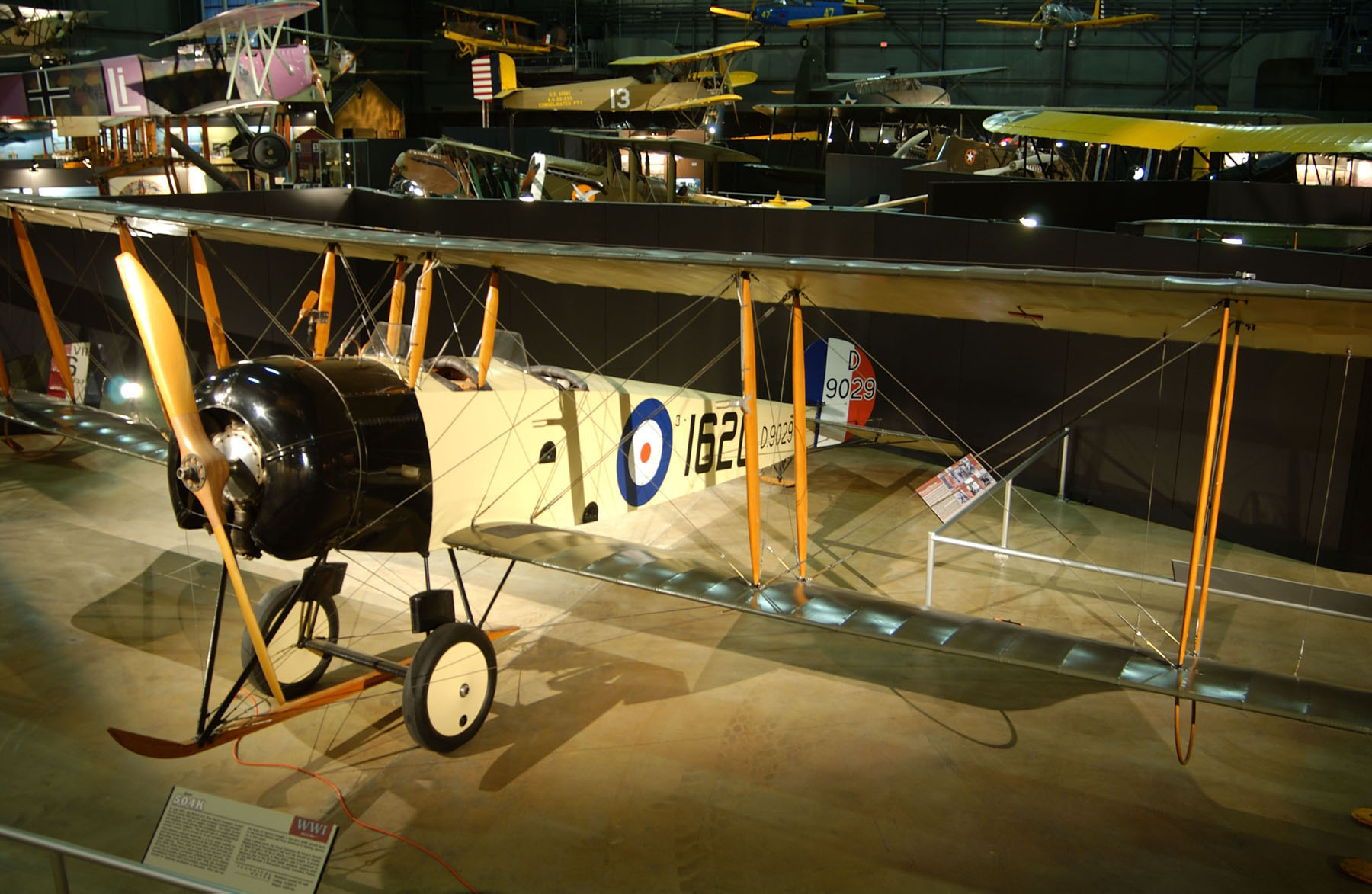

*el avión accidentado llevaba flotadores en vez de ruedas para el amarizaje